# مگس‌گیر وانیکورو
مگس‌گیر وانیکورو (نام علمی: Myiagra vanikorensis) نام یک گونه از سرده مگس‌گیرهای نوک‌پهن است.